# منجقلی تپه
منجقلی تپه مربوط به دوره هخامنشی - دوره ساسانیان - دوره سلجوقیان است و در شهرستان ابهر، بخش مرکزی، دهستان دولت‌آباد، روستای گلی، ۱۳۰۰ متری غرب روستا واقع شده و این اثر در تاریخ ۲۶ دی ۱۳۸۶ با شمارهٔ ثبت ۲۰۵۲۱ به‌عنوان یکی از آثار ملی ایران به ثبت رسیده‌است.